# Nagroda Grammy w kategorii Best Short Form Music Video
Nagroda Grammy w kategorii Best Short Form Music Video została pierwszy raz przyznana w 1984 roku. Wprowadzono ją jako odpowiednik Nagrody Grammy w kategorii Best Long Form Music Video. Od roku 1988 do 1989 została przyznawana jako „Best Concept Music Video” i „Best Performance Music Video”. W 1990 roku wróciła do swojej pierwotnej nazwy.

## Nagrody
| Rok  | Artysta                          | Piosenka                             |
| ---- | -------------------------------- | ------------------------------------ |
| 1984 | Duran Duran                      | „Girls on Film/Hungry Like the Wolf” |
| 1985 | David Bowie                      | „Jazzin' for Blue Jean"              |
| 1986 | USA for Africa                   | „We Are the World”                   |
| 1987 | Dire Straits                     | „Brothers in Arms”                   |
| 1990 | Michael Jackson                  | „Leave Me Alone”                     |
| 1991 | Paula Abdul                      | „Opposites Attract”                  |
| 1992 | R.E.M.                           | „Losing My Religion”                 |
| 1993 | Peter Gabriel                    | „Digging in the Dirt”                |
| 1994 | Peter Gabriel                    | „Steam”                              |
| 1995 | The Rolling Stones               | „Love Is Strong”                     |
| 1996 | Janet Jackson Michael Jackson    | „Scream/Childhood”                   |
| 1997 | The Beatles                      | „Free as a Bird”                     |
| 1998 | Janet Jackson                    | „Got 'Till It's Gone”                |
| 1999 | Madonna                          | „Ray of Light”                       |
| 2000 | Korn                             | „Freak on a Leash”                   |
| 2001 | Foo Fighters                     | „Learn to Fly”                       |
| 2002 | Fatboy Slim Bootsy Collins       | „Weapon of Choice”                   |
| 2003 | Eminem                           | „Without Me”                         |
| 2004 | Johnny Cash                      | „Hurt”                               |
| 2005 | U2                               | „Vertigo”                            |
| 2006 | Missy Elliott Ciara Fatman Scoop | „Lose Control”                       |
| 2007 | OK Go                            | „Here it Goes Again”                 |
| 2008 | Johnny Cash                      | „God’s Gonna Cut You Down”           |
| 2009 | Weezer                           | „Pork and Beans”                     |
| 2010 | The Black Eyed Peas              | „Boom Boom Pow”                      |
| 2011 | Lady Gaga                        | „Bad Romance”                        |
| 2012 | Adele                            | „Rolling in the Deep”                |
| 2013 | Rihanna Calvin Harris            | „We Found Love”                      |
| 2014 | Justin Timberlake Jay-Z          | „Suit & Tie”                         |
| 2015 | Pharrell Williams                | „Happy”                              |
| 2016 | Taylor Swift Kendrick Lamar      | „Bad Blood”                          |
| 2017 | Beyoncé                          | „Formation”                          |
| 2018 | Kendrick Lamar                   | „Humble”                             |